# Jan Prokop (literat)
Jan Prokop (ur. 16 lipca 1931 w Częstochowie, zm. 18 grudnia 2023) – polski poeta, prozaik, eseista oraz tłumacz literatury francuskiej, anglosaskiej i niemieckiej.
Ukończył filologię polską i romańską na Uniwersytecie Jagiellońskim. Studiował też na Uniwersytecie Warszawskim, a w 1967 roku uzyskał stopień doktora za rozprawę pt. Z przemian ideowo-artystycznych w literaturze polskiej lat 1907–1917. W 1977 roku uzyskał stopień doktora habilitowanego za rozprawę o twórczości Tadeusza Micińskiego. Debiutował w 1951 roku na łamach tygodnika „Dziś i Jutro” jako krytyk literacki. W latach 1960–1987 był pracownikiem naukowym Instytutu Badań Literackich Polskiej Akademii Nauk. W latach 1987–1990 był pracownikiem naukowym w Katolickim Uniwersytecie Lubelskim. Prowadził też wykłady na Uniwersytecie Turyńskim. W 1976 został członkiem Polskiego PEN Clubu.

## Odznaczenia i nagrody
W roku 2016 Jan Prokop otrzymał Krzyż Oficerski Orderu Odrodzenia Polski (2016).
W 2003 roku został uhonorowany Nagrodą im. Kazimierza Wyki. W styczniu 2007 został odznaczony Złotym Medalem „Zasłużony Kulturze Gloria Artis”.

## Twórczość
- Euklides i barbarzyńcy
- Z przemian w literaturze polskiej lat 1907-1917
- Czaszka Guliwera
- Lekcja rzeczy
- Ostatni rok życia i śmierć Kruszynki Reneville
- Żywioł wyzwolony
- Piękna Węgierka
- Moja ziemska podróż
- Szczególna przygoda żyć nad Wisłą
- Przez podobieństwa
- Sowietyzacja i jej maski